# جانی های
جانی های (انگلیسی: Johnny High; ۲۵ آوریل ۱۹۵۷ – ۱۳ ژوئن ۱۹۸۷) بازیکن بسکتبال اهل ایالات متحده آمریکا بود.
از باشگاه‌هایی که در آن بازی کرده‌است می‌توان به فینیکس سانز اشاره کرد.